# Kostel Nanebevzetí Panny Marie (Číhošť)

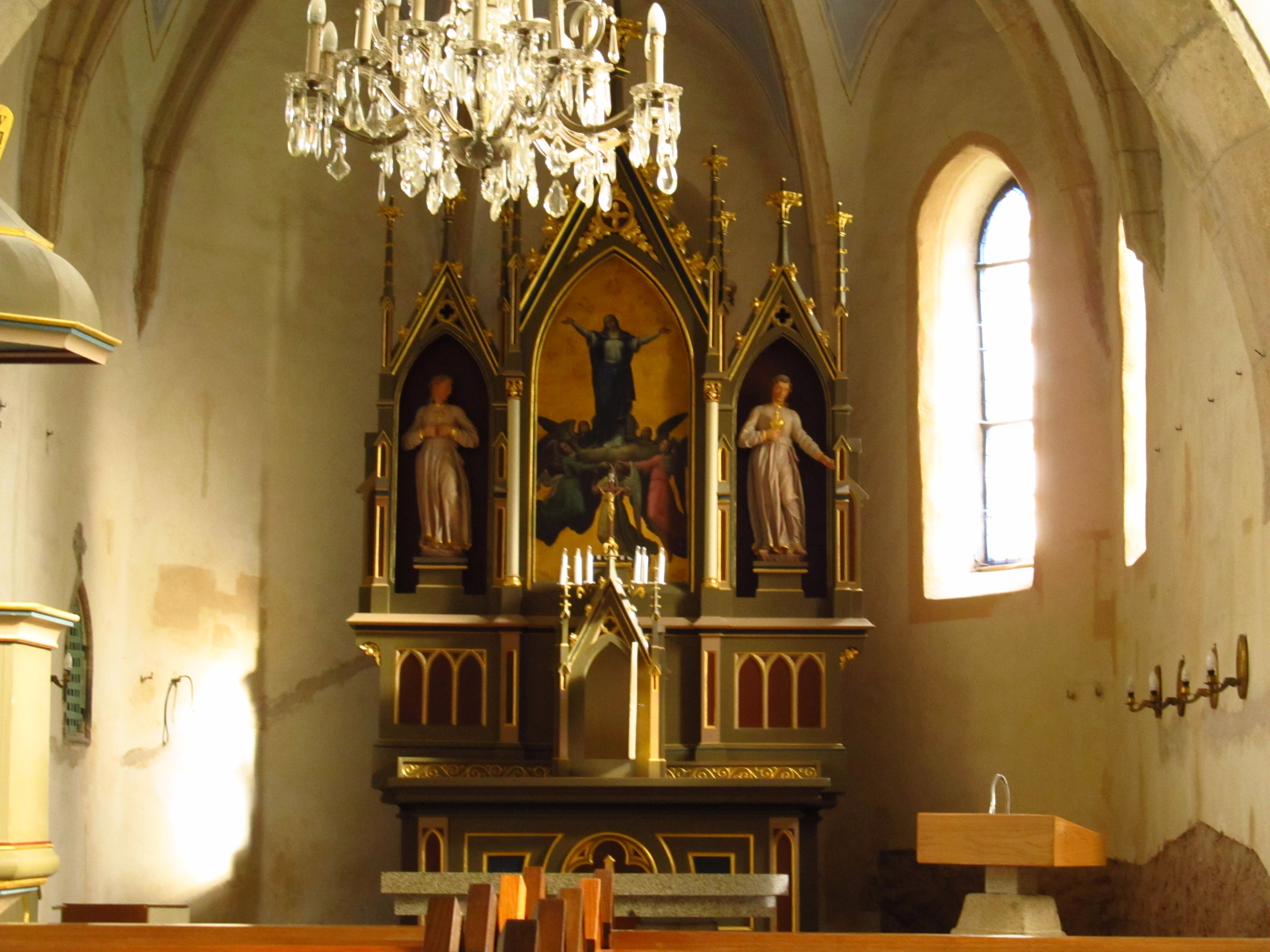
Interiér Kostela Nanebevzetí Panny Marie v Číhošti

Kostel Nanebevzetí Panny Marie v Číhošti na Havlíčkobrodsku je jedním z nejznámějších venkovských kostelů v České republice. V roce 1949 se totiž stal dějištěm tzv. číhošťského zázraku. Od roku 1958 je zapsán v seznamu kulturních památek.

## Historie
První zmínky o kostele pocházejí z roku 1350, původně kolem něj býval hřbitov. Po husitských válkách tu působili utrakvističtí faráři. Tehdy filiální kostel spadal pod ledečskou farnost. Svého faráře získal až v roce 1856.
V neděli, 12. července 2015, se zde konala velká slavnostní mše, při které zde došlo k uložení ostatků umučeného pátera Josefa Toufara. Mši před chrámem, celebrovanou Janem Vokálem, biskupem královéhradeckým, za účasti tisíců věřících i zahraničních hostí, přenášela Česká televize v přímém přenosu (ČT2). Nad stříbrnou rakví mučedníka promluvil arcibiskup pražský a primas český Dominik kardinál Duka, který připomenul život, umučení i 113. výročí narození pátera Josefa Toufara (14. července 1902–2015).

## Číhošťský zázrak
Od roku 1948 v kostele sloužil farář Josef Toufar. Při jeho kázání se o 3. adventní neděli 11. prosince 1949 údajně několikrát pohnul asi půl metru vysoký kříž nad svatostánkem na hlavním oltáři. Sám farář se o události dozvěděl od farníků až několik dní poté. K témuž jevu údajně došlo znovu na Boží hod vánoční a v době postní, kdy již P. Toufar nežil. Byl totiž Státní bezpečností obviněn, že událost označovanou za zázrak zinscenoval. Zemřel na následky mučení při vyšetřování případu 25. února 1950. V roce 1990 byl u kostela odhalen pomník k uctění jeho památky.
Původní kříž z kostela StB odvezla neznámo kam, na oltář pak byla umístěna jeho kopie.
Syn odpůrce fašistického a komunistického režimu Františka Zajíčka (popraveného komunisty v Litoměřicích roku 1954) profesor Jeroným Zajíček, někdejší spolužák pátera Josefa Toufara, žijící ve Spojených státech amerických, složil na počest svého popraveného otce a spolužáka mučedníka pátera Josefa Toufara skladbu "Pater Noster".

## Popis kostela
Kostel je jednolodní gotická stavba s pětiboce uzavřeným presbytářem se sakristií po severní straně. Loď kostela donedávna zdobila malba „Kristus král a české nebe“, kterou v roce 1946 provedl akademický malíř Rudolf Adámek z Prahy. Technický stav stropu se však stále zhoršoval. Aby nezranil některého z návštěvníků kostela, byl opraven, ale malba přitom nebyla obnovena. Existuje nicméně její fotografická dokumentace.
Hlavní oltář pochází z roku 1888 a byl postaven na původní kamenný obětní stůl z doby stavby kostela. Původní postranní oltáře jsou v současnosti v kritickém stavu, na jejich místo byly v roce 1974 přivezeny postranní oltáře z bouraného kostela sv. Jana Křtitele v Dolních Kralovicích. Zvláštností kostela je klasové zdivo na vnější fasádě.
U kostela stávaly tři lípy, jejichž stáří dosahovalo zhruba 300 let. První z nich však byla pokácena v roce 1984 a další dvě v roce 2010, protože představovaly nebezpečí pro kostel i jeho návštěvníky.

## Nadační fond
V červnu 2012 vznikl Nadační fond kostela Nanebevzetí Panny Marie v Číhošti, jehož smyslem je obnova kostela a jeho údržba v dobrém stavu. Zřizovatelem fondu, ve kterém spolupracují věřící i nevěřící, je obec Číhošť. Nejvíce finančně náročnou položkou bude odhalení a obnova fresek za dva miliony korun, další milion bude stát oprava věže a venkovní nátěr kostela. Potřebná je i renovace oltářů, elektroinstalace a fasády fary.